# Guarda branca (Finlândia)

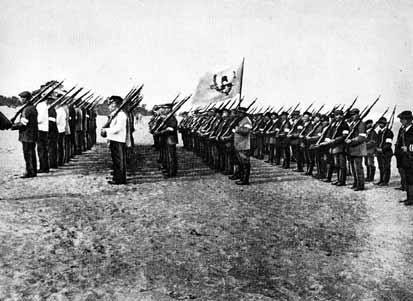
Grupo de soldados brancos em 1917.

A guarda branca (em finlandês:Suojeluskunta), que a partir de 15 de janeiro de 1918 constituiu o exército branco, foi uma milícia paramilitar finlandesa, que saiu vitoriosa da guerra civil finlandesa e participou de uma tentativa falha de golpe de estado por parte do movimento de Lapua, na chamada rebelião de Mäntsälä.